# ییستبنیک
ییستبنیک (به چکی: Jistebník) یک منطقهٔ مسکونی در جمهوری چک است که در ناحیه نووی ییتشین واقع شده‌است. ییستبنیک ۱۵٫۸۶ کیلومتر مربع مساحت و ۱٬۵۳۸ نفر جمعیت دارد و ۲۸۸ متر بالاتر از سطح دریا واقع شده‌است.